# 니호늄 동위 원소
니호늄은 인공 원소로 표준 원자량이 정해져 있지 않으며, 안정 동위 원소가 존재하지 않는다. 처음 발견된 동위 원소는 284Nh로, 2003년에 모스코븀의 붕괴 생성물로 발견되었다. 직접 합성된 동위 원소는 278Nh로, 2004년에 일본에서 합성되었다. 원자량 278에서 286 사이에 총 6개의 방사성 동위 원소가 존재하며, 이들 중 가장 안정한 것은 19.6초의 반감기를 가지는 286Nh이다.
| 핵종 기호 | Z(p) | N(n) | 동위 원소 질량 (u) | 반감기          | 붕괴 방식 | 붕괴 생성물 | 핵 스핀 |
| --------- | ---- | ---- | ------------------ | --------------- | --------- | ----------- | ------- |
| 278Nh     | 113  | 165  | 278.17058(20)#     | 340 µs          | α         | 274Rg       |         |
| 282Nh     | 113  | 169  | 282.17567(39)#     | 73 ms           | α         | 278Rg       |         |
| 283Nh     | 113  | 170  | 283.17657(52)#     | 100(+490-45) ms | α         | 279Rg       |         |
| 284Nh     | 113  | 171  | 284.17873(62)#     | 0.48(+58-17) s  | α         | 280Rg       |         |
| 285Nh     | 113  | 172  | 285.17973(89)#     | 5.5 s           | α         | 281Rg       |         |
| 286Nh     | 113  | 173  | 286.18221(72)#     | 19.6 s          | α         | 282Rg       |         |